# Карпати (Дубове)
«Карпати» — український футбольний клуб з міста Дубове. Фіналіст кубка України 1984 року.

## Історія
Футбольний клуб у Дубовому був створений ще у 1949 році. Тоді у присілку Пасічна на базі деревообробного комбінату місцеві любителі футболу об’єдналися та створили команду «Червона зірка». Ініціаторами створення клубу було керівництво комбінату - директор В.Сімочко, головний інженер М.Попович, головний механік В. Ярош, головний бухгалтер С.Вітиз.
Перша товариська зустріч у населеному пункті відбулася у 1950 році в урочищі Плай.  Участь у турнірі взяли команди з Дубового, Нересниці, Руського Поля та Округлої.
До тодішнього складу команди з Дубового увійшли (на фото справа вгорі): Степан Трайтлі, Карло Айб, Василь Газуда, Ярослав Мадар, Юрій Цубера, Іван Руснак, Василь Кліванський, Петро Бігунець, Петро Дурунда, Дмитро Подольський, Микола Мадар. На жаль, всі вони, окрім Івана Руснака, вже відійшли у вічність.
Поступово інтерес до футболу серед місцевих жителів збільшувався. І аби забезпечити місцевим футболістам можливість тренуватися та розвиватися у цьому виді спорту, необхідно було спорудити футбольне поле. Тож спортивну площадку вирішили будувати у центрі села, де  нині розміщена Дубівська ЗОШ І-ІІІ ст. Відтак, впродовж 1951-1952 років силами працівників Пасічнянського деревообробного заводу на цьому місці й було збудовано футбольне поле. Активно сприяли у його будівництві директор заводу В.Сімочко, головний інженер М.Попович, головний механік В. Ярош, головний бухгалтер С.Вітиз.
І вже навесні 1953 року новозбудований стадіон вперше приймав учасників міжрайонного турніру з футболу. До Дубового приїхали 5 команд: з Нересниці, Новоселиці, Округлої, Руського Поля та Грушова. На той час очолював відділ з футболу у Тячівському районі пан Шровф.
У 1953 році за дубівську футбольну команду грали: Іван Руснак, Микола Мадар, Микола Дурунда, Василь Сойма, Василь Кліванський, Петро Дурунда, Юрій Цубера, Михайло Носа, Ярослав Мадар, Карло Айб, Степан Трайтлі, Дмиро Подольський, Петро Бігунець, Петро Носа (нині живий).
З тих пір футбольне життя у Дубовому пожвавилося.  Сільський  футбольний клуб «Червона зірка» починає брати активну участь та перемагати у різноманітних турнірах та чемпіонатах. 
Так, у 1954 році ФК «Червона зірка» - чемпіон Тячівського району, володар кубка району. Через два роки – у 1956 році – дубівчани стали володарями кубка області «Золотий колос». Того ж року футбольний клуб бере участь у чемпіонаті області.
А у 1966 році футбольний клуб Дубового було перейменовано на «Колос» (на фото зліва вгорі), того ж року дубівські футболісти виборюють 1 місце у першій групі чемпіонату області.
У 1970 році знову перейменовують сільський футбольний клуб на  «Карпати», куратором якого стає керівництво новоствореного підприємство ЗМЗ від Московського авіаційного заводу ім. Туполева «Опит». І вже через три роки ФК «Карпати» стає чемпіоном області у першій лізі.
У 1974 році карпатівці виборюють III місце у вищій лізі чемпіонату області. А через рік дубівські футболісти стають фіналістами кубка області й завойовують кубок «Взутєвик».
З 1979 року очолив ФК «Карпати» автор рядків (І.І.Сойма). Того ж року дубівські спортсмени виборюють обласний кубок «Профспілок».
У 1981 році ФК «Карпати» стали чемпіонами області у другій групі, через рік дубівчани повторили тріумф – знову виграли у чемпіонаті області вже у першій групі. У 1983 році наші футболісти посідають III сходинку у чемпіонаті області у вищій лізі. Того ж року вони виграють супер кубок Закарпаття., де у фіналі дубівчани обіграли ФК «Прибор» (м.Мукачево), який грав у той час на першість України у другій лізі.
У 1984 році футболісти з Дубового стають фіналістами кубка УССР. Тодішні газети писали: «Закарпатська команда «Карпати» - дебютант цих  змагань. І одразу ж новачки примусили говорити про себе як про здібний колектив, який на громадських засадах тренує І.Сойма».
```
До речі, Івана Сойму було відзначено кращим громадським тренером з футболу серед колективів фізкультури України. 
```

У фіналі Кубку суперником дубівських футболістів була команда з Запоріжжя - «Торпедо». Фінальний поєдинок проходив у  двох іграх. Перший поєдинок відбувся на стадіони «Карпати» у Дубовому. Обслуговував цей матч суддя УЕФА Мирослав Ступар. Результат поєдинку - нічия. Друга гра відбулася на Запорізькому стадіоні «Комунар» автомобільного заводу ЗАЗ. Наші спортсмени поступилися господарям поля, однак зуміли отримали «срібло», посівши друге місце на Кубку газети «Радянська Україна». 
З 1983 по 1991 рр. ФК «Карпати» виступав одночасно на змаганнях першості області і першості Республіки серед команд колективів фізкультури УССР. Щосереди проходили ігри у області, а щосуботи дубівчани грали на стадіонах України.
З 1980-х років на стадіоні «Карпати» у Дубовому постійно проходили товариські матчі, у яких брали участь титуловані команди України: ФК «Динамо» (м.Брест), «Спартак» (м.Житомир), «Авангард» (м.Рівне), «Торпедо» (м.Луцьк), «Говерла» (м.Ужгород), «Земплих» (м.Михайловці, Чехія), «Динамо» (м.Київ), команда з м. Ростов-на-Дону та ряд інших колективів, які приїжджали до Закарпаття на тренувальні збори. А проводилися такі матчі для того, аби тримати карпатівців у відмінній спортивній формі та задля покращення ігрової практики та кваліфікації футболістів.
Тож і сьогоднішньому складу команди бажаю успіхів на спортивній ниві. Також тішуся з того, що дубівські футболісти домоглися вже хороших результатів у східній зоні чемпіонату області, ставши чемпіонами.

## Досягнення
- Кубок України 
  -  Фіналіст(1) — 1984

- Чемпіонат Закарпатської області
  -  Бронзовий призер (1) — 1983

- Кубок Закарпатської області
  -  Володар (1) — 1984